# 안익조
안익조(安益祚, 1903년 ~ 1950년 11월 7일)는 일제강점기와 대한민국의 음악인, 의사 겸 군인이다. 작곡가 안익태의 둘째 형이다.

## 생애
평양의 객주업을 하는 집안에서 7형제 중 둘째로 태어났다. 안익태와는 세 살 차이의 바로 위 형이었다. 음악과 체육에 모두 재능을 갖춘 다재다능한 인물이었다. 야구 선수로 활동하기도 했고, 만돌린 연주가 수준급이었으며, 가극 공연에 관여하고, 태평레코드에서 문예부장으로 재직하면서 테너인 자신의 음반을 출반하기도 했다.
일본에 유학하여 도쿄 제국대학 의과를 졸업하고 의사가 되었다. 폐결핵 전문의로 의원을 열어 경영하기도 했으며, 만주군 군의관으로 단둥에 있는 안동지구 경비사령부에서 소교 계급에 올랐다.
태평양 전쟁 종전 후 미군정 지역에서 대한민국 국군에 투신하여 헌병 장교가 되었다. 한국 전쟁이 발발하던 1950년 6월 25일에 제7연대 헌병사령부에서 중령으로 복무하고 있었다.
한국 전쟁 개전 초기에 이승만이 서울을 버리고 남하하면서 사흘 만에 서울이 조선인민군에게 점령되었는데, 이때 안익조가 자신의 집을 인민군이 사용할 수 있도록 제공하고 무기도 내주었다. 이 일로 인해 인민군이 후퇴하고 9월 28일에 국군이 돌아오자 부역죄로 체포되었다. 계엄고등군법회의 명령에 의해 주요 부역자 26명이 사형 판결을 받았을 때 포함되어 11월 7일에 부인과 함께 처형되었다.

## 사후
2008년 민족문제연구소가 친일인명사전에 수록하기 위해 정리한 친일인명사전 수록예정자 명단 군 부문에 포함되었다. 동생 안익태는 이 명단의 문화/예술 부문에 들어 있다.

## 같이 보기
- 안익태

## 참고자료
- 전정임 (1998년 12월 30일). 《안익태》. 서울: 시공사. 11~13쪽쪽. ISBN 8972596043.